# Aphra Behn
Aphra Behn (Wye, Kent, 1640 - Londres, 16 de abril de 1689), dramaturga, escritora y espía británica, fue la primera escritora profesional de la historia inglesa.

## Biografía

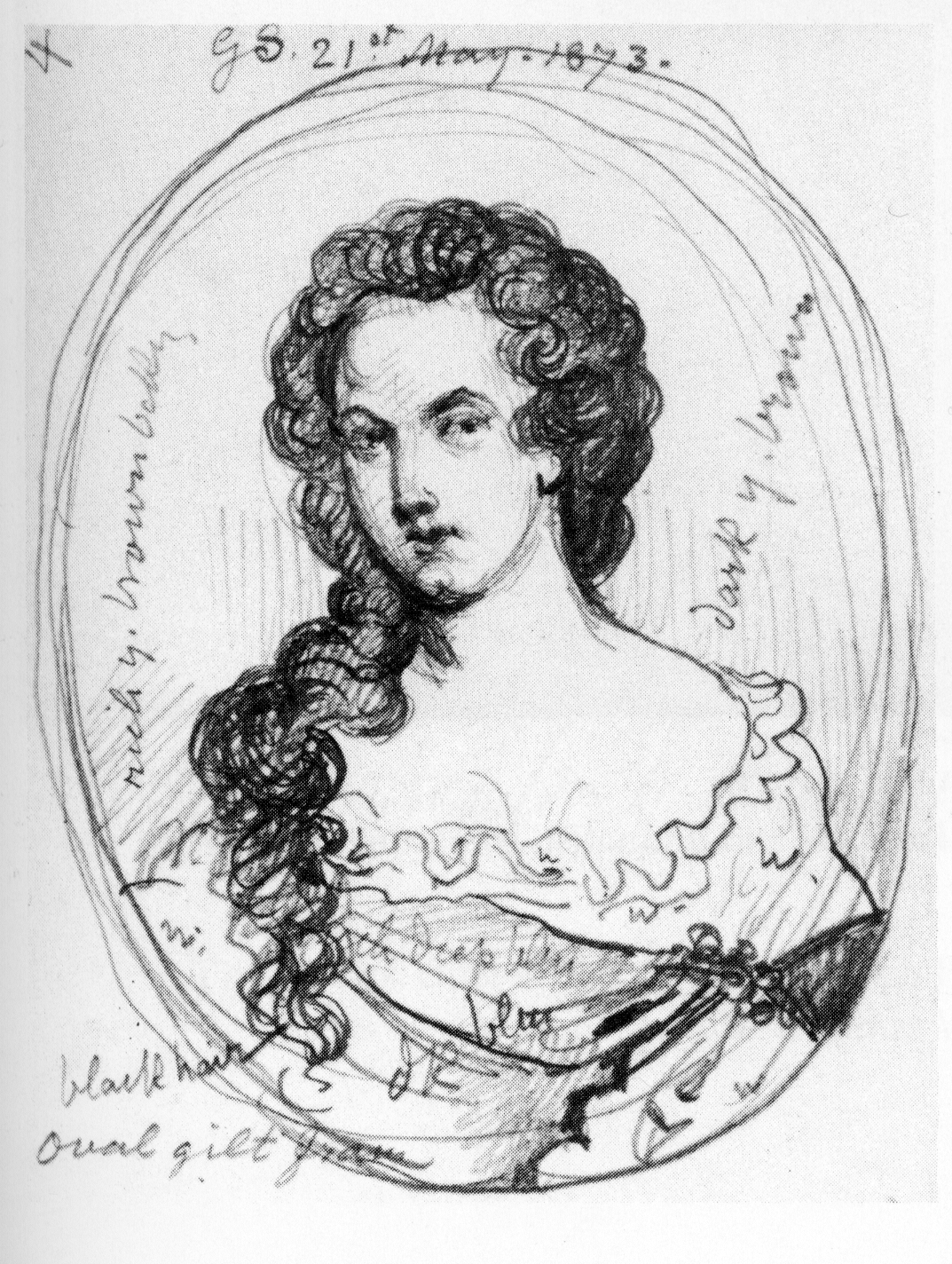
Aphra Behn.

Nació en julio de 1640 fue la segunda hija de Bartolomeo Johnson, un humilde barbero, y Elizabeth Denham, y fue bautizada el 14 de diciembre; se discute mucho, sin embargo, su lugar y fecha de nacimiento. Fue llevada muy niña a la Guayana neerlandesa, en Surinam, donde asistió adolescente a varias rebeliones de esclavos, vivencias que luego plasmaría en su novela Oroonoko; al pasar Surinam a manos neerlandesas volvió a Londres a los dieciocho años (1658), y se casó en 1664 con un comerciante alemán, Behn, muy acaudalado, por lo que pudo alternar con la brillante y licenciosa sociedad de la Restauración.
Tras la oscura muerte de su marido a los tres años de matrimonio no volvió a contraer nupcias, pero sí tuvo relaciones tanto con hombres como con mujeres.
Llegó a alcanzar un éxito desmedido a causa de sus sonadas conquistas amorosas, entre ellas al parecer el mismo rey Carlos II, para el cual trabajó como espía en Amberes en 1666 durante la guerra con Holanda (1665-1667) bajo el nombre falso de Astrea, a cambio de una paga miserable. Perdió su fortuna y al volver a Inglaterra pasó un breve tiempo en prisión por deudas, por lo que a partir de 1670 tuvo que sostenerse solamente de la literatura.
Fue una de las primeras escritoras profesionales en la literatura inglesa y amistó con escritores importantes como John Dryden; compuso una veintena de audaces comedias de argumento amoroso, poemas, dramas y novelas, entre las que destaca Oroonoko o El esclavo real (1688), la primera novela antiesclavista y donde se anticipa el realismo de Daniel Defoe, por lo que se considera además la madre de la novela inglesa. Su argumento es el siguiente: el heredero de un supuesto reino africano, Coramantien, personaje idealizado en términos prerousseaunianos y llamado Oroonoko, tras casarse con la bella Imoindia, es vendido junto a su esposa como esclavo. Separados por sus amos, el matrimonio volverá a unirse con posterioridad. Oroonoko capitaneará entonces una revuelta de esclavos. Capturado por sus enemigos, morirá entre terribles torturas. En esta obra subvierte las ideas de su tiempo sobre los pueblos "no civilizados", y muchos ven en ella la primera novela filosófica en lengua inglesa, antecesora del Emilio de Jean Jacques Rousseau. Lo que es indudable es que impulsó el desarrollo de la novela inglesa; además, proporcionó la base para la tragedia homónima del dramaturgo inglés Thomas Southerne (1695). También es interesante la primera parte de Love Letters Between a Nobleman and His Sister (1683), una novela epistolar en clave que es la primera en la literatura inglesa.

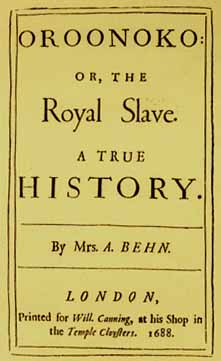
Primera edición de Oroonoko de Aphra Behn.

En 1688 publicó también dos relatos en prosa, The Fair Jilt y Agnes de Castro, esta última sobre el famoso tema de la desdichada muerte de la amante del rey de Portugal Inés de Castro. Entre sus colecciones de versos destacan Poems on Several Occasions (1684) y Miscellany (1685). Aphra Behn se dedicó también a hacer traducciones pane lucrando desde el francés y el latín al inglés.
Lo mejor de su arte se contiene sin embargo en sus comedias, entre las que destacan The Forc’d Marriage (1670), esto es, El Matrimonio Forzoso, Las Cortesanas Fingidas y The Rover, El Vagabundo, obra en dos partes fechadas en 1677 y 1681 respectivamente donde narra las aventuras de un grupo de caballeros ingleses en Madrid y Nápoles durante el exilio de Carlos II. En su farsa El Emperador de la Luna (1687) se inspira en la Commedia dell Arte, haciendo avanzar el género de la pantomima moderna. También son importantes La madeja (1677, segunda parte 1681), La heredera (1682), una sátira de la vida londinense, y Golpe de suerte (1686), donde aborda uno de sus temas favoritos: el disparate que suponen los matrimonios de conveniencia. Alcanzó con estas obras patrocinadas por el duque de York un éxito formidable. Su cinismo y actitud desinhibida en cuestiones sexuales y su exaltación de la pasión y el placer la hicieron por extremo popular. En sus obras trata preferentemente la relación entre el sexo y el poder, tanto en lo personal como en lo político. Su actitud desenvuelta e independiente no se consideraba propia de una mujer, por lo que tuvo que soportar una cierta fama de libertina. Fue sepultada en la Abadía de Westminster y Virginia Woolf reivindicó su memoria en Una habitación propia, dedicándole estas palabras "Todas las mujeres juntas deberían ir a lanzar flores sobre la tumba de Aphra Behn, pues fue ella quien les enseñó que tenían derecho a permitir que sus mentes hablasen" Fue sin embargo habitualmente contrapuesta a otro modelo de escritora contemporánea mucho más conservador y moralmente respetable, Katherine Philips (1631-1664).

## Obra
- The Forc’d Marriage (1670).
- Las Cortesanas Fingidas.
- The Rover, primera parte en 1677 y segunda en 1681.
- La madeja (1677), segunda parte (1681).
- La heredera (1682).
- Oroonoko o El esclavo real (1688).
- Golpe de suerte (1686).
- El Emperador de la Luna (1687).
- Poems on Several Occasions (1684).
- Miscellany (1685).
- Las fábulas del deseo y otros poemas.
- Love Letters Between a Nobleman and His Sister (1683), novela epistolar en tres vols.
- The Fair Jilt (1688).
- Agnes de Castro (1688).

## Aphra Behn como personaje
Aphra Behn es uno de los personajes de El laberinto mágico, la cuarta de las novelas de la serie del Mundo del Río, de Philip José Farmer. Aphra viaja en el barco fluvial Rex Grandissimus, donde es pistolera y excompañera de cama del capitán del buque, el rey Juan Sin Tierra. Tras la batalla contra el otro gran barco, el No Se Alquila, donde ambas naves quedan destruidas, Aphra continua hacia el norte bajo el mando de Richard Francis Burton, con la intención de entrar en la torre de los Éticos. En el viaje se convierte en compañera del barón de Marbot, el general napoleónico.
Asimismo, la escritora Virginia Woolf elogió a Behn en su libro Una habitación propia.